# Месчян, Артур Степанович
Артур (Арташес) Степанович Месчян (арм. Արթուր Մեսչյան; род. 3 марта 1949, Ереван) — армянский архитектор, музыкант, композитор, рок-музыкант, поэт, певец, художник. Основатель и лидер группы «Аракялнер» («Апостолы») (1968—1979; исполнял свои песни). Заслуженный архитектор Республики Армения. Награждён Орденом Святого Месропа Маштоца в 2011 году. В 2018 году назначен главным архитектором Еревана.

## Биография
Артур Месчян родился 3 марта 1949 года в Ереване, столице Армянской ССР, в доме на улице Гукасяна (в настоящее время ул. Парпеци). Основным увлечением мальчика было рисование и музыка. В школьные годы увлекался также фехтованием и моделированием кораблей. С семи лет Месчян обучался музыке — игре на скрипке и фортепиано в музыкальной школе имени А. А. Спендиарова в Ереване, пел в детском хоре мальчиков Армянского академического театра оперы и балета им. А. Спендиарова. В дальнейшем Артур Месчян самостоятельно научился игре на гитаре. Ещё в школьные годы Месчян начал сочинять музыку. С детства он пел армянские и русские песни, в дальнейшем, в юности ещё и итальянские, английские, французские, польские и венгерские. В 1973 году, уже в зрелом возрасте, Артур Месчян в течение года пел в хоре Кафедрального собора Первопрестольного Святого Эчмиадзина, что отразилось на его творчестве.

### 1960-е годы
Ещё во время учёбы в школе, в 1965 году — в 16 летнем возрасте, Артур Месчян написал песни «Уреир аствац» (Где ты был, Боже), «Ктак» (Завещание) и «Церуни» (Старик). Первый раз он исполнил «Уреир аствац» перед публикой в актовом зале школы № 122 города Еревана, где он учился. После окончания школы в 1966 году Месчян поступает на архитектурно-строительный факультет Ереванского Политехнического института. Большую роль в выборе профессии сыграла дружба и общение юного Месчяна с известным историком и этнографом, учеником Иосифа Орбели, Седраком Геворковичем Бархударяном (1898—1970). Уже на первом курсе института, в 1967 году Месчян создаёт рок-группу, которая первоначально не имела собственного названия, и обозначалась как Группа архитектурного факультета. В группу кроме самого Месчяна (автор, вокал, гитара, клавишные, скрипка), входят Левон Меликян (бас-гитара) и Григор Налбандян (ударные). Уже на третьем курсе группа даёт свои первые публичные концерты, которые имеют бешеный успех в среде студенческой молодёжи. Соединив духовную армянскую музыку с процветающим в те годы роком, группа производила незабываемое впечатление на слушателей и стала настоящим откровением. Первые концерты группы проходят в политехническом институте и сразу же встречают сопротивление комсомольских активистов, которые часто повторяют: «Посмотрите на этих новоявленных апостолов». Месчян отвечает с присущим ему чувством юмора: «А почему бы и нет». И называет свою группу «Аракялнер» («Апостолы»).

### 1970-е годы
Успеху «Апостолов» не смогла помешать даже советская цензура 1970-х, и десятки тысяч армян слушали их записи. Спектакль The Insane Asylum — Сумасшедший дом (автор музыки и слов Артур Месчян) — первая в истории армянская рок-опера, ещё более укрепила популярность группы. За этим последовали выступления по университетам советских республик. С большим успехом группа выступала в Эстонии и Москве, где в то время находились центры зарождения советской рок- музыки. Группа «Аракялнер» пела на своём родном языке (автором песен был Месчян), в то время как подавляющее большинство групп исполняли западные рок композиции и песни. В 1971 году группа была приглашена на молодёжный фестиваль музыки стран соцлагеря, проходивший в Польше, однако разрешили поехать только Артуру Месчяну в сопровождении комсомольских активистов. Тем не менее, выступление Месчяна имело большой успех — при отсутствии участников своей группы Месчян выступал с другими музыкантами, приехавшими на этот музыкальный форум.
1972 году Месчян с отличием защитил диплом и после долгих мытарств в поисках работы из-за своей «неблагонадежности» в 1974 году начал работать в «Армгоспроекте», где, совместно с другими коллегами, приступил к созданию проекта ереванского международного аэропорта «Звартноц». В 1973 году Артур Месчян в течение года пел в хоре Кафедрального собора Первопрестольного Святого Эчмиадзина, где познакомился с Его Святейшеством Верховным Патриархом и Католикосом Всех Армян Вазгеном I. Католикос с большой симпатией относился к молодому музыканту и его творчеству, практически подружился с ним и в 1974 году предложил Месчяну написать Реквием, посвящённый 60-й годовщине Геноцида армян. В процессе поисков текстового материала для этого произведения, Месчян наткнулся на сборник стихов запрещённого в то время в СССР известного западноармянского поэта Мушега Ишхана — человека, пережившего трагические события 1915 года. С разрешения автора Месчян использовал его стихи для создания «Реквиема». Произведение было готово уже через год, при этом Католикос Вазген I всячески поддерживал Месчяна, и группа даже репетировала в Эчмиадзине. Презентация «Реквиема» состоялась в первопрестольном Эчмиадзине в 1975 году в присутствии представителей культурной элиты Армении и диаспоры. Католикос благословил произведение. Группа с большими трудностями, собственными силами, при поддержке Католикоса, сделала запись, однако в СССР издание такого произведения было невозможно. А запись и издание в США сорвались в связи с тем, что материал «Реквиема» без ведома и разрешения автора уже в 1975 году попал в США, и многие фрагменты из него исполнялись в изуродованном виде в калифорнийских ресторанах Арутом Памбукчяном. В течение долгих лет после этого Месчян не исполнял песен из «Реквиема», однако в дальнейшем, поддавшись уговорам друзей и поклонников, в несколько переработанной форме включил некоторые песни оттуда в альбомы, выпущенные в начале 90-х годов.
В 1978-м Артуру Месчяну удалось нечто по тем временам практически невозможное: выступление по второму каналу национального телевидения. Он спел свои песни в прямом эфире, исполнив фрагменты из телеспектакля «Мардакер» («Людоед»), имевшего к тому же политический подтекст.

### 1980-е годы
К началу следующего десятилетия «Аракялнер» неожиданно исчез с музыкальной арены. За все годы существования группы Артур Месчян был бессменным её автором и лидером. В последнее десятилетие существования группы в её составе периодически играли Геворг Мангасарян, Ашот Адамян — гитара; Виген Степанян, Геворг Жангулян, Мовсес Мурадян — клавишные и Ашот Егикян, Станислав Бунатян, Ростом «Песок» Оганян, Григор Балаян — ударные. В 1984-м Месчян вернулся для того, чтобы начать свой собственный путь. К нему присоединились двое его учеников — Ваан Арцруни и Гурген Меликян. Рядом с ним вновь были старые поклонники, а число новых росло, несмотря на то, что его концерты были практически запрещены. В начале 80-х Месчян впервые решился попробовать свои силы в кино. Основной причиной, побудившей его дать согласие на исполнение главной роли в фильме «Огонь, мерцающий в ночи» о поэте Микаэле Налбандяне явилась возможность включить собственные произведения в фильм. Таким образом, он получил не только главную роль, но и полную свободу в создании музыкального оформления картины, а самое главное — он в первый (и в последний) раз получил возможность сделать профессиональную запись в СССР, на студии «Мелодия». В итоге в фильм вошли три его произведения — «Еркир хнамья» («Древняя страна»), «Эпитафия» и «Воскрешение». Второй кино-опыт Месчяна — фильм «И повторится всё» вышел в свет в 1989 году, уже после переезда музыканта за океан.
В начале 80-х годов Артур Месчян стал единственным беспартийным руководителем специальной архитектурной мастерской при Совете Министров в Армпромпроекте. В эти же годы Месчян разрабатывает проект реставрации дома Лазарянов (здание постпредства Армении) в Москве (1981—1982) (сейчас это здание Посольства Армении в России), проектирует Правительственный Дом приёмов в Ереване (1985) и новый корпус Матенадарана (1987-88), строительство которого, однако, из-за разрушительного землетрясения 7 декабря 1988, было прервано уже на начальном этапе и возобновлено только в 2007 году.

### Конец 1980-х и 1990-е годы
В конце 1980-х годов Артур Месчян осуществил своё многолетнее стремление уехать из СССР. В 1989 году, ещё при Советской власти, Месчян с женой и двумя сыновьями переехал в Бостон (США), где ему, наконец, параллельно зарабатывая на жизнь, удалось записать накопленный за два десятилетия огромный музыкальный материал. Первые годы пребывания в США были очень тяжелыми для Месчяна: процесс адаптации, поиск работы, тяжелое финансовое положение (сразу после приезда Месчян отказался от пособия для эмигрантов, считая, что не вправе быть иждивенцем у государства даже на законных основаниях). Тем не менее, уже в 1989 году по настоятельной просьбе поклонников из американской армянской диаспоры, Месчян даёт первый концерт в Бостоне, в Армянской церкви. В дальнейшем в 1990 году Месчян даёт концерты в Центре Армянского Всеобщего Благотворительного Союза Нью-Джерси и Wilshire Ebell Theatre в Лос-Анджелесе. На вырученные с этих концертов средства Месчян в 1990 году записывает и в 1991 году издаёт свой первый альбом «Catharsis» (Катарсис), который выходит в виде винилового диска и аудиокассеты небольшим тиражом. Альбом мгновенно становится популярным и многократно тиражируется пиратами. Пиратские копии альбома попадают в Армению и песни Месчяна начинают звучать по радио. В 1990 году Месчян создаёт группу «Аракялнер-90» в которую входят Вэйн Джонсон (Wayne Johnson) — гитара, Джон Лефтвич (John Leftwich) — бас-гитара и Арт Родригес (Art Rodrigues) — ударные. Вместе с группой в 1993 году Месчян даёт концерты в Пасадене (Калифорния), где представляет произведения из своего нового альбома «Монолог свихнувшегося скрипача», который записывает в том же году. В 1995 году Месчян записывает альбом «Wander» (Странствие) в котором восстанавливает часть песен из «Реквиема». Все эти работы моментально становились хитами — как в Армении так и в диаспоре. В 1995 году Артур Месчян создаёт музыкально-вокальное произведение «Причастие» (Communion), которое считает вершиной своего музыкального творчества. В июле 1996 года он представляет впервые публике это произведение в зале First church of Nazarene в Пасадене (Калифорния), а в октябре 1996 года ереванской публике — в четырёх концертах в зале Армянского академического театра оперы и балета им. А. Спендиарова совместно с симфоническим оркестром.
В ноябре 1996 года, будучи в США, Артур Месчян получает приглашение властей Армении занять пост главного архитектора города Еревана. В конце 1996 года он приезжает в Армению и приступает к работе на этом на посту. Артур Месчян отнесся к своей новой работе ответственно и серьёзно и сразу же начал преобразования, направленные на то, чтобы упорядочить и сделать прозрачным процесс принятия решений в сфере градостроительства. Но сразу встретил ожесточённое сопротивление властей, в частности, пригласившего его на этот пост мэра города Еревана. Поняв, что в таких условиях все его усилия будут тщетны, Месчян отказывается от дальнейшей работы на посту главного архитектора в феврале 1997 года и возвращается в Бостон.

### 2000-е годы
В США Артур Месчян работает в архитектурной компании и руководит разработкой всех проектов этой компании. В 2001 году Артур Месчян выпускает сборник из 4 дисков — Hit Collection, куда входят его альбомы «The monologue of a Crazy Violinist» (Монолог свихнувшегося скрипача), «Catharsis» (Катарсис), «Catharsis II» (Катарсис II) и Communion (Причастие). В 2003 году Артур Месчян даёт концерт в зале Кодак в Лос-Анджелесе где представляет несколько новых песен и в частности впервые исполняет песню «Саят-Нова».
В богатой событиями жизни Артура Месчяна новая страница открылась в сентябре 2005 года, когда после 17 лет, проведённых в США, он с женой вернулся на родину. Последовавшая за возвращением серия концертов стала настоящим событием для огромного количества его поклонников, которым спустя столько лет удалось вновь увидеть «экс-аракяла» на сцене. В 2005 и 2006 году Артур Месчян даёт несколько концертов в Ереване, Гюмри и Ванадзоре. Логическим продолжением этих выступлений стали два концертных диска. В 2007 году начинается строительство нового корпуса Научно-исследовательского института древних рукописей им. Месропа Маштоца — Матенадарана по обновлённому проекту Артура Месчяна. Архитектору и строителям удаётся завершить строительство в срок, и 20 сентября 2011 года, накануне 20 годовщины Независимости Армении, в присутствии высшего руководства и духовенства Армении прошла торжественная церемония открытия нового комплекса Матенадарана. Несмотря на высокую занятость на строительстве, Артур Месчян осенью 2009 года даёт серию концертов в Ереване, Москве и Лос-Анджелесе, где наряду с по-новому звучащими, написанными ранее произведениями, исполняет и новые песни.
В дальнейшем одним из важнейших проектов Артура Месчяна стало строительство музея Комитаса в городе Ереване. Под строительство правительством был выделен участок, прилегающий к Пантеону, с полуразрушенным зданием Дома культуры, спроектированным и построенным в 1949 году архитектором Корюном Акопяном. Месчян спроектировал музей так, чтобы оставить здание таким, каким оно было построено больше полувека назад. Строительство продолжалось около полутора лет. Артур Месчян курировал строительство от начала и до конца. 29 января 2015 года произошло торжественное открытие Музея-института Комитаса.
В 2011 году Артур Месчян награждён Орденом Святого Месропа Маштоца. В 2012 году награждён Золотой медалью Министерства строительства Армении за выдающиеся достижения в отрасли. В 2013 году Артур Месчян получил Государственную премию Армении за проектирование и строительство Нового корпуса Матенадарана. Несмотря на большой успех в музыкальной деятельности, ныне Месчян не спешит выступать с новыми работами, предпочитая заниматься архитектурой. В октябре 2018 года новый мэр Еревана, избранный после бархатной революции в Армении, назначил Артура Месчяна главным архитектором города.

Новый корпус Матенадарана. Архитектор - Артур Месчян
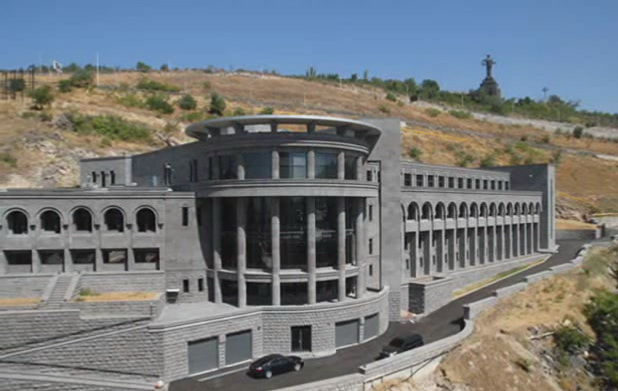
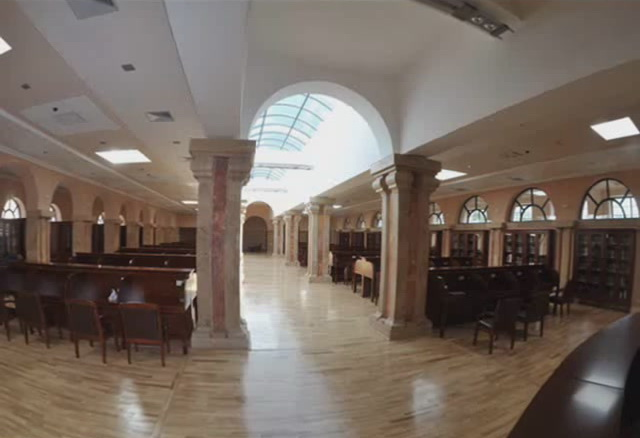
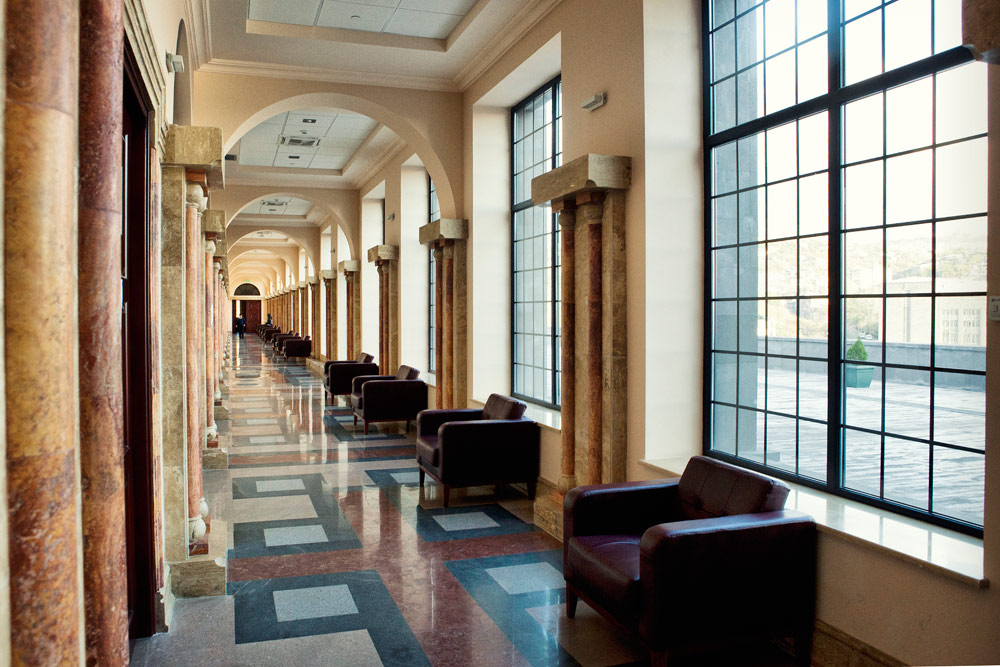
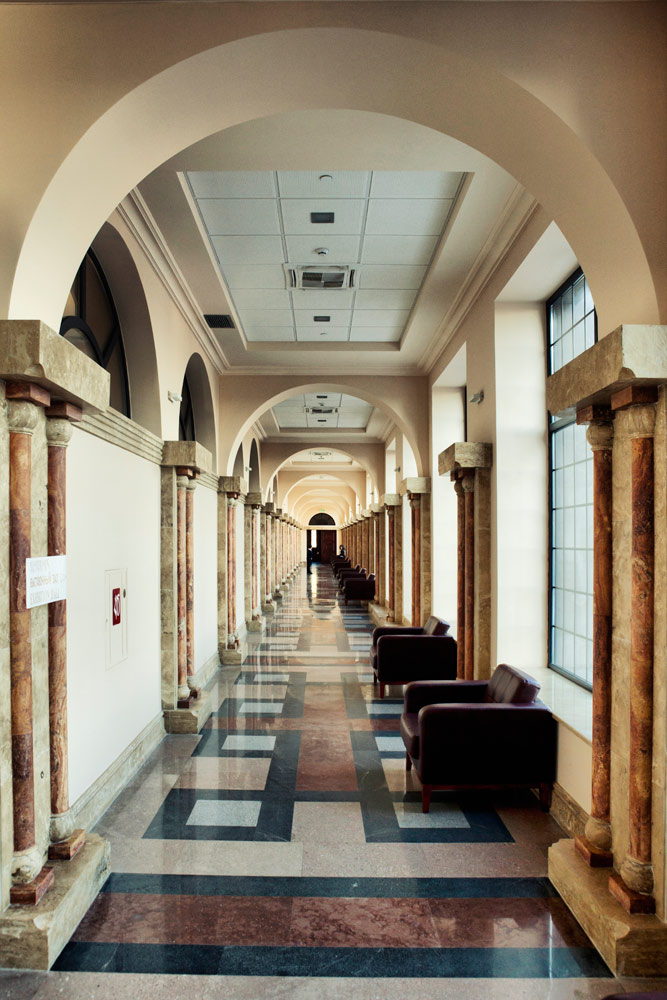

'

Музей-институт Комитаса в Ереване. Архитектор Артур Месчян
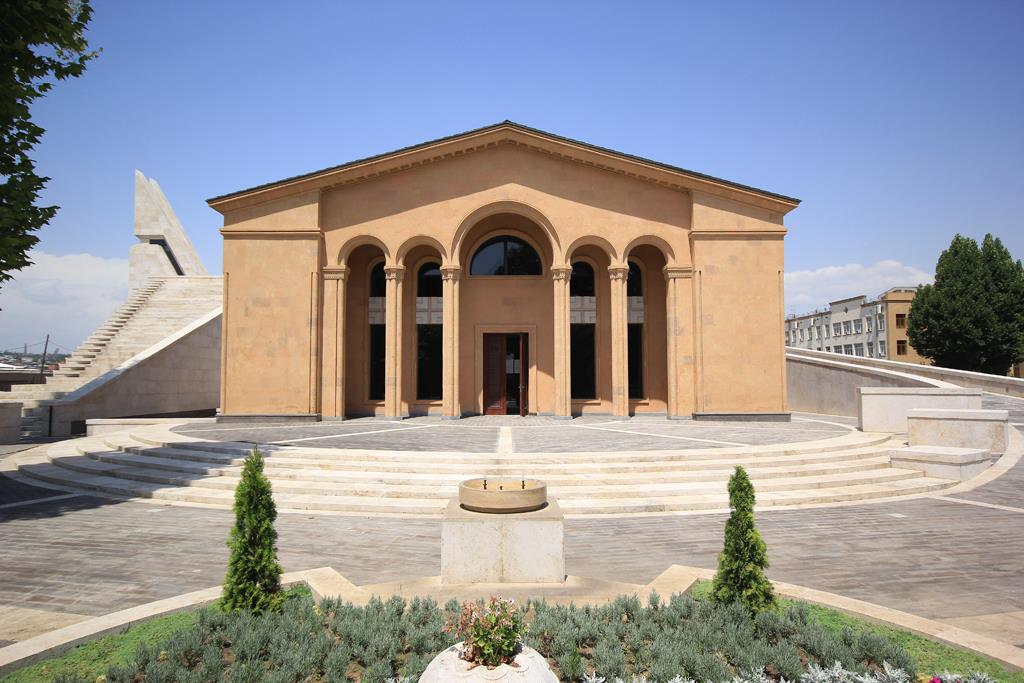
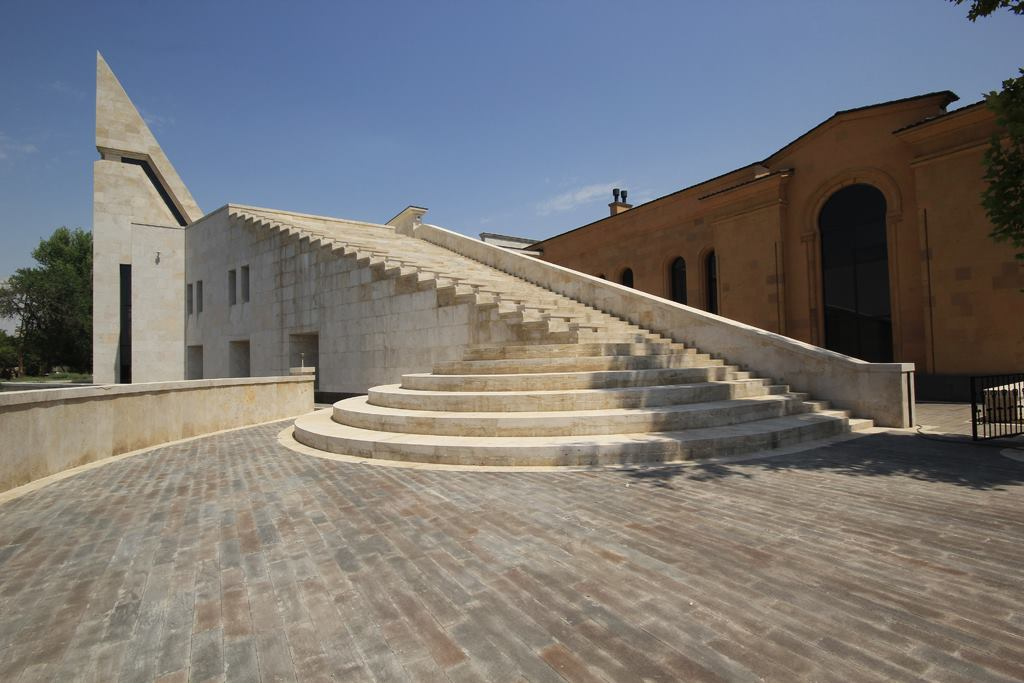
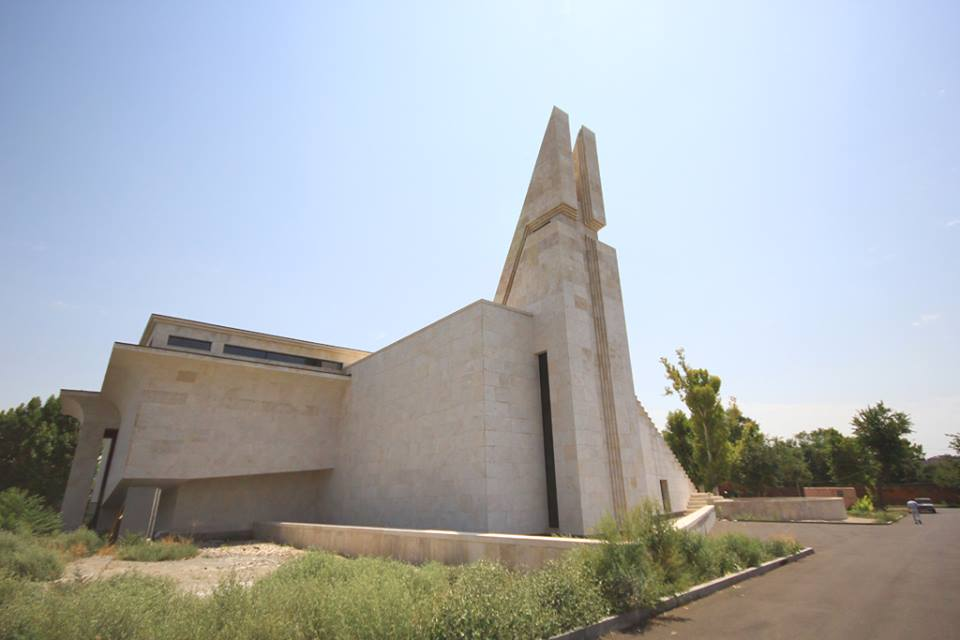
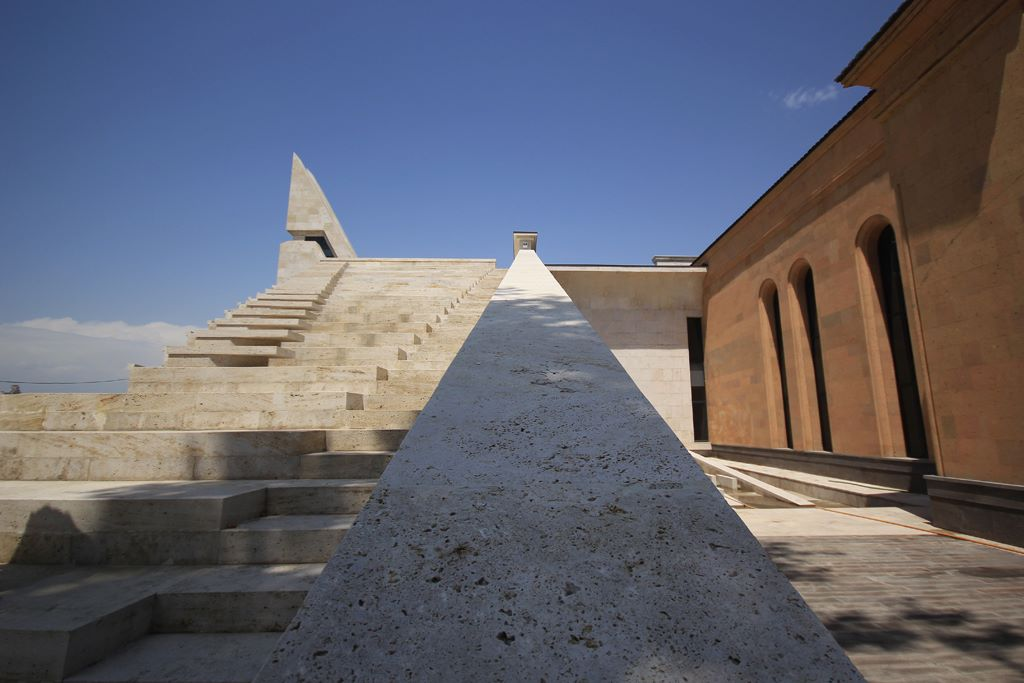

## Дискография
- Requiem (рус. Реквием) (официально неизданный, был запрещён в СССР), 1975.
- The monologue of a Crazy Violinist (рус. Монолог Свихнувшегося Скрипача), 1992.
- Catharsis (рус. Катарсис), 1995.
- Wander (рус. Странствие), 1995.
- Communion (рус. Причастие), 1996.
- Arthur Meschian. Hit Collection 2001 — 4 CD: The monologue of a Crazy Violinist, Catharsis, Catharsis II, Communion.
- Live At Aram Khachatryan Concert Hall (рус. Живой Концерт в Концертном зале Арам Хачатрян), 2005.
- Arthur Meschian Live (рус. Живой Концерт в Ереване), 2006.

## Основные работы
- Дом приёмов совмина Армянской ССР в Ереване.
- Пристройка к Матенадарану в Ереване.
- Участие в проектировании аэропорта «Звартноц» в Ереване.
- Пионерлагерь-пансионат в Бюракане.
- Физкультурно-оздоровительный комплекс в Новом Уренгое.
- Памятник воинам, павшим в ВОВ в Цхатлиба.
- Реконструкция и проект приспособления левого крыла Постпредства Армении в Москве.
- Новый корпус Матенадарана
- Реконструкция старого корпуса Матенадарана и прилегающей территории

## Награды
- Орден Святого Месропа Маштоца (3 сентября 2011 года) — по случаю 20-летия независимости Республики Армения, за выдающиеся творческие достижения в области культуры и искусства[3].
- Заслуженный архитектор Республики Армения.
- Государственная премия Республики Армения в области архитектуры и градостроительства (29 декабря 2013 года)[4].
- Золотая медаль Министерства строительства Армении за выдающиеся достижения в отрасли (2012 год).